# Alejandro Jadad
Alejandro R. Jadad Bechara (Alex Jadad; nacido el 9 de agosto de 1963) es un médico‑científico colombo‑canadiense, filósofo, epidemiólogo clínico y experto en salud pública. Su trabajo se centra en la medicina basada en evidencia, redes de confianza, escenarios de simulación, salud digital, cuidados al final de la vida y colaboración humano‑máquina. Es creador de la Escala Jadad, la primera herramienta validada para evaluar la calidad metodológica de ensayos clínicos, y fundador del Centre for Global eHealth Innovation (actual Centre for Digital Therapeutics) en Toronto, un simulador del futuro de la salud y la medicina.
En 2021 se integró en la Coalición Global de Líderes en Salud Pública, un grupo de 20 expertos constituido por la Federación Mundial de Asociaciones de Salud Pública, una organización que incluye a más de 5 millones de profesionales en 130 organizaciones, para proponer estrategias basadas en evidencia frente a las amenazas existenciales que enfrenta la humanidad en el siglo XXI.

## Primeros años y formación
Nacido en Medellín, Colombia, Jadad obtuvo su título de médico en 1986 en la Pontificia Universidad Javeriana de Bogotá y se especializó en anestesiología en 1990. A principios de los años 80, mientras estudiaba medicina, investigó el argot, la composición química y las implicaciones clínicas del 'basuco', luego conocido como cocaína “crack”.
En 1990 fue Clinical Research Fellow en la Oxford Pain Relief Unit del Nuffield Department of Anaesthetics, University of Oxford, Reino Unido. En 1992 inició su doctorado en el Balliol College de la misma universidad, recibiendo el grado de Doctor en Filosofía (DPhil) en Medicina Clínica en 1994 por su tesis “Meta‑analysis of Controlled Trials on Pain Relief”. Su trabajo contribuyó al desarrollo de métodos de análisis de macrodatos y a la creación de la Cochrane Collaboration. Ha recibido doctorados honoris causa de la St Francis Xavier University en Canadá (2016) y de la Open University of Catalonia en España (2018).

## Áreas de interés

### Alivio del dolor
Durante su etapa en Oxford demostró que el dolor neuropático podía aliviarse con opioides. También lideró la compilación de más de 8 000 ensayos clínicos sobre analgesia (1948‑1990), fundamento de Cochrane Pain, Palliative Care and Supportive Care. Fue miembro fundador de IMMPACT, iniciativa internacional para mejorar ensayos sobre dolor.

### Medicina basada en evidencia
Su tesis doctoral incluyó el desarrollo de la Escala Jadad, y hasta julio de 2025 acumula más de 25 000 citas en la literatura biomédica. En 1995 ingresó a la McMaster University (Canadá), donde dirigió el Health Information Research Unit, fue codirector del Canadian Cochrane Centre, director médico asociado del Programa PEBC y fundador del McMaster Evidence‑based Practice Center, además de profesor en epidemiología clínica y bioestadística. En 1998 publicó el libro conmemorativo de BMJ por los 50 años del ensayo clínico moderno, y en 2007 salió una nueva edición junto con Murray Enkin.

### Cuidados paliativos y al final de la vida
En 2000 se incorporó a la University of Toronto como profesor y fue el primer titular de la Cátedra Rose Family de Cuidados de Apoyo (hasta 2010). Fue pionero en investigaciones sobre “buena muerte” e innovaciones para pacientes crónicos o con enfermedad terminal. En 2013 codirigió el informe *Dying Healed: Transforming End‑Of‑Life Care through Innovation* del World Innovation Summit for Health.

### Salud digital
En 2000 fue fundador del Program in eHealth Innovation y colaboró en la creación del Centre for Global eHealth Innovation (hoy Centre for Digital Therapeutics), destinado a evaluar TIC de salud antes de su implementación. En 2002 obtuvo la Canada Research Chair in eHealth Innovation (Tier 1), cargo que ocupó hasta 2015.

## Esfuerzos globales

### Significado de la “salud”
En 2008 lideró una conversación global en BMJ sobre la definición de salud, con expertos de 52 países, concluyendo que es “la capacidad de adaptarse y gestionar desafíos físicos, mentales o sociales”. En 2018 esta visión guio el diseño de una red de servicios con resultados superiores en salud y bienestar, al menor costo entre 36 países de la OCDE.

### Enfermedades crónicas complejas
En 2010 fue editor del libro *When people live…* (co‑creado digitalmente), y presidió el Global People‑Centred eHealth Innovation Forum en Europa. Investigó que solo el 2 % de los ensayos con alto impacto incluían pacientes con múltiples enfermedades crónicas, lo que motivó nuevas recomendaciones de diseño.

### Liderazgo en salud pública
Entre 2016 y 2019 dirigió el Institute for Global Health Equity and Innovation en la Dalla Lana School of Public Health de la Universidad de Toronto, tras la cumbre *Creating a Pandemic of Health*, que coorganizó. En 2019 fue miembro del Consejo de Sabios del gobierno de Colombia. En 2021 volvió a integrarse en la Public Health Leadership Coalition. En 2024 copresidió el tramo de salud de la World Design Policy Conference en San Diego, California.

## Publicaciones destacadas

### Artículos académicos
- Jadad, AR (1985). Basuco (Free-base cocaine). Revista Colombiana de Anestesiologia (Colombian Journal of Anesthesiology). 13:257–267
- Jadad, A.R; Carroll, D; Glynn, C.J; McQuay, H.J; Moore, R.A (June 1992). Morphine responsiveness of chronic pain: double-blind randomised crossover study with patient-controlled analgesia. The Lancet. 339 (8806):1367–1371.
- Jadad AR, Carroll D, Moore A, McQuay H (August 1992). Developing a database of published reports of randomised clinical trials in pain research. Pain. 66 (2–3):239–46.
- Jadad AR, Browman GP (December 1995). The WHO analgesic ladder for cancer pain management: stepping up the quality of its evaluation. JAMA. 274(23):1870-3.
- Jadad, AR, Moore, RA, Carroll, D; Jenkinson C; Reynolds DJM, Gavaghan D, McQuay HJ (February 1996). Assessing the quality of reports of randomized clinical trials: Is blinding necessary?. Controlled Clinical Trials. 17(1):1–12.
- Jadad AR, Cook DJ, Browman GP (May 1997). A guide to interpreting discordant systematic reviews. CMAJ. 156(10):1411-6.
- Jadad AR, Gagliardi A (February 1998). Rating health information on the Internet: navigating to knowledge or to Babel?. JAMA. 279(8):611-4.
- Jadad, AR. (September 1999). Promoting partnerships: challenges for the internet age. BMJ. 319(7212):761-764.
- Jadad, AR, Haynes RB, Hunt D, Browman GP. (February 2000). The Internet and evidence-based decision-making: a needed synergy for efficient knowledge management in health care. CMAJ. 162(3):362-365.
- Eysenbach G, Jadad AR. (April–June 2001). Evidence-based patient choice and consumer health informatics in the Internet age. Journal of Medical Internet Research, 3(2):e841.
- Crocco AG, Villasis-Keever M, Jadad AR (June 2002). Analysis of cases of harm associated with use of health information on the internet. JAMA. 287(21):2869-71.
- Jadad AR, Rizo CA, Enkin MW. (June 2003). I am a good patient, believe it or not. BMJ. 326(7402), 1293-1295.
- Oh H, Rizo C, Enkin M, Jadad A. (February 2005). What is eHealth (3): a systematic review of published definitions. Journal of Medical Internet Research, 7(1):e110.
- Jadad AR, Enkin MW, Glouberman S, Groff P, Stern A. (April 2006). Are virtual communities good for our health?. BMJ. 332(7547):925-926.
- Jadad AR., Enkin MW. (January 2007). Computers: transcending our limits?. BMJ. 334(suppl 1):s8-s8.
- Jadad AR, O’Grady L. (December 2008). How should health be defined?. BMJ. 337:a2900.
- Smith R, O'Grady L, Jadad AR. (August 2009). In search of health. Journal of Evaluation in Clinical Practice, 15(4):743-744.
- Shachak A, Jadad AR. (February 2010). Electronic health records in the age of social networks and global telecommunications. JAMA. 303(5):452-453.
- O’Grady L,  Jadad A. (November 2010). Shifting from shared to collaborative decision making: a change in thinking and doing. Journal of Participatory Medicine. 2(13):1-6.
- Enkin M, Jadad AR, Smith R (December 2011). "Death can be our friend". BMJ. 343: d8008.
- Bender JL, Yue RYK, To MJ, Deacken L, Jadad AR. (2013). A lot of action, but not in the right direction: systematic review and content analysis of smartphone applications for the prevention, detection, and management of cancer. Journal of Medical Internet Research. 15(12): e2661.
- Jadad AR, Fandiño M, Lennox R (February 2015). Intelligent glasses, watches and vests… oh my! Rethinking the meaning of “harm” in the age of wearable technologies. JMIR mHealth and uHealth. 3(1):e3565.
- Jadad AR. (November 2016). Creating a pandemic of health: What is the role of digital technologies?. Journal of Public Health Policy. 37 (2): 260–268. doi:10.1057/s41271-016-0016-1. ISSN 1745-655X. PMID 27899800. S2CID 29935476.
- Jadad AR, Jadad Garcia TM (November 2019). From a Digital Bottle: A Message to Ourselves in 2039. Journal of Medical Internet Research. 21(11):e16274.
- Rogosnitzky M, Berkowitz E, Jadad AR (May 2020). Delivering benefits at speed through real-world repurposing of off-patent drugs: the COVID-19 pandemic as a case in point. JMIR Public Health and Surveillance. 6(2):e19199.
- Zaman M, Espinal-Arango S, Mohapatra A, Jadad AR (September 2021). What would it take to die well? A systematic review of systematic reviews on the conditions for a good death. The Lancet Healthy Longevity. 2(9):e593-600.
- Jadad AR (December 2021). Facing Leadership that Kills’. Journal of Public Health Policy. 42(4):651. (recognized as Paper of the Year, an award sponsored by the Journal of Public Health Policy, during the 2023 American Public Health Association Meeting.)
- Jadad-Garcia T; Jadad AR. (February 2024). The Foundations of Computational Management: A Systematic Approach to Task Automation for the Integration of Artificial Intelligence into Existing Workflows. arXiv:2402.05142.
- Jadad-Garcia T, Jadad AR (October 2024). Cracking the code: Lessons from 15 years of digital health IPOs for the era of AI. arXiv:2410.02709.

### Libros
- Jadad AR. *Educación médica, práctica profesional y abuso de drogas entre los médicos*. Bogotá: Xavierian University Press, 1988.
- Ruiz AM, Jadad AR. *El paciente neuroquirúrgico: manejo anestésico y de cuidados intensivos*. Copilito Press, 1989.
- Jadad AR. *Randomized Controlled Trials: A User’s Guide*. BMJ Publishing Group, 1998.
- Jadad AR, Enkin MW. *Randomized Controlled Trials: Questions, Answers and Musings*. Wiley, 2007. ISBN 978‑1405132664.
- Jadad AR. *Unlearning: incomplete musings on the game of life…*. Foresight Links Press, 2008.
- Jadad AR et al. *When people live with multiple chronic diseases…*. Granada: Escuela Andaluza de Salud Pública, 2010.
- Jadad AR. *The Feast of Our Life: Flourishing through self‑love*. Beati Press, 2016.
- Herrera-Molina E et al., eds. *Beginning from the End…*. Sevilla: Fundación New Health, 2017.
- Jadad A, Jadad‑García T. *Desatando una pandemia de salud: Hay que creer para ver*. Toronto: Beati Inc., 2017.
- Serra M et al. *Trusted networks…*. Toronto: Beati Inc., 2018.
- Espinosa N et al. *Hacia el bienestar sostenible…*. Beati Inc., 2020.
- Jadad A, Jadad‑García T. *Healthy No Matter What: How Humans Are Hardwired to Adapt*. Crown/Penguin Random House, 2023.